# John J. Collins
John Joseph Collins (* 2. Februar 1946 in Newport, County Tipperary, Irland) ist ein irisch-US-amerikanischer Bibelwissenschaftler und emeritierter Holmes Professor für Alttestamentliche Kritik und Interpretation an der Yale Divinity School. Collins gilt als einer der führenden Experten für die Hebräische Bibel und die apokryphen Werke der Zeit des Zweiten Tempels.

## Leben und Karriere
Collins besuchte das Internat Rockwell College in Cashel. Nach seinem Schulabschluss trat er dem Orden der Spiritaner bei und verbrachte dort neun Jahre. Seine akademische Ausbildung absolvierte er am University College Dublin und an der Harvard University, wo er 1972 promoviert wurde.
Im Laufe seiner Karriere lehrte Collins an der University of Notre Dame (1985–1991), an der Harvard University, an der University of Chicago (1991–2000) und ab 2000 an der Yale University. Collins hatte verschiedene Führungspositionen in akademischen Gesellschaften inne, darunter die Präsidentschaft der Chicago Society of Biblical Research (1995–1996), der Catholic Biblical Association of America (1996–1997) und der Society of Biblical Literature (2002). Zudem war er Chefredakteur mehrerer wissenschaftlicher Zeitschriften und wurde 2008 zum Generalherausgeber der Anchor Yale Bible Series ernannt. 2009 erhielt er die Ehrendoktorwürden des University College Dublin und 2015 der Universität Zürich. 2018 wurde er in die American Academy of Arts and Sciences gewählt.
Collins hat über 300 wissenschaftliche Werke veröffentlicht und herausgegeben. Er ist mit der Theologin Adela Yarbro Collins verheiratet.

## Forschungsschwerpunkte
Collins’ Forschung konzentriert sich auf mehrere Bereiche der biblischen Studien, darunter die Hebräische Bibel, apokryphe Werke der Zeit des Zweiten Tempels, Schriftrollen vom Toten Meer und die Beziehungen zwischen diesen Texten und den Ursprüngen des frühen Christentums.

## Publikationen (Auswahl)
- Between Athens and Jerusalem: Jewish Identity in the Hellenistic Diaspora, New York: Crossroad, 1983.
- Daniel in der Hermeneia-Kommentarreihe, Minneapolis: Fortress, 1993.
- The Scepter and the Star: The Messiahs of the Dead Sea Scrolls and Other Ancient Literature, New York: Doubleday 1995.
- The Bible after Babel: Historical Criticism in a Postmodern Age, Grand Rapids: Eerdmans, 2005.
- The Apocalyptic Imagination, 1984.
- The Invention of Judaism: Torah and Jewish Identity from Deuteronomy to Paul, University of California, 2017.
- What Are Biblical Values?, Yale, 2019.